# Hommes de Ukhdoud
La mention des hommes de Ukhdoud figure dans le Coran à la sourate 85 (Le Coran, « Les Signes célestes », LXXXV, 4, (ar) البروج).
Selon la plupart des commentateurs de ce livre, la formule désignerait l'histoire des martyrs de Najran, des chrétiens massacrés au Yémen (aujourd'hui territoire de l'Arabie saoudite) pour leur foi, avant l'avènement de l'islam. Des croyants ont été massacrés par Dû Nuwass, un roi juif qui les appela à se convertir au judaïsme ou à mourir. La population choisit la mort. Dû Nuwass fit torturer hommes, femmes, enfants, vieillards, les passa au fil de l'épée et les brûla alors qu'ils étaient encore vivants. Les faits se sont passés en 571, sont rapportés par les historiens et notamment Ben Isaac. Pour des raisons étranges [Lesquelles ?], ils sont totalement occultés. Les martyrs de Najran s'élèvent à plus de 20 000 personnes [réf. nécessaire].
D'après les hagiographes chrétiens, le nombre de victimes est de 340, et le massacre a eu lieu en 523,.